# 서진오토모티브
주식회사 서진오토모티브는 대한민국의 변속기 전문 자동차 부품기업이다.

## 역사
1966년 설립된 서울강업사를 모태로 1990년 10월 법인으로 전환되었으며,2012년 4월 신한제1호기업인수목적과의 합병을 통해 2012년 4월 코스닥에 상장하였다.